# 이마데가와역
이마데가와역(일본어: 今出川駅, いまでがわえき)은 일본 교토부 교토시 가미교구에 있는 교토 시영 지하철 가라스마 선의 역이다. 역 번호는 K06이다.

## 역 구조
가라스마이마데가와 사거리 지하에 위치하고 섬식 승강장 1면 2선의 지하역이다. 개찰구는 1곳만 설치되어 있다.
개찰구는 남북으로 1개씩 설치되어 있다. 남쪽 개찰구 쪽에만 역무원이 배치되어 있으며, 엘리베이터가 설치되어 있다.
출입구의 번호로는 5번 출입구가 결번되고 있다. 북쪽 개찰구는 도시샤 대학의 신관 건물인 양심관 지하와 직접 연결되는 통로가 신설되었고 대학 내 엘리베이터를 사용하는 경우에는 지하 1층에서 엘리베이터를 갈아타는 것으로 지상에 나오는 것이 가능했었다.

### 승강장
| 1 | ○ 가라스마 선 | 가라스마오이케・교토・다케다・긴테쓰나라 방면 |
| 2 | ○ 가라스마 선 | 기타오지・고쿠사이카이칸 방면                 |

## 역 주변
이곳은 헤이안쿄 천도 때에는 교외 지역이었다. 언제부터 시가지로 변화되었는지는 불분명하지만, 무로마치 시대에는 당역 서쪽 일대에 무로마치 도노(즉, 무로마치 막부)가 있는 주변은 시가지가 되고 있었다. 아즈치모모야마 시대에는 미사도토리이 안쪽으로도 시내가 되었다. 헤이안 시대에는 음양사 아베노 세이메이 저택이 가까이에 있었고, 집터의 세이메이 신사는 당역에서 도보 12분 거리에 위치한다.
현재, 무로마치 도노의 철거지에는 다이쇼지와 도시샤 대학 무로마치 캠퍼스(한매관) 등이 있다. 또한, 당역 동쪽에는 도시샤 대학 이마데가와 캠퍼스도 있는 등 주변에는 도시샤 관련 교육 시설이나 연구 기관이 많이 소재하고 대학가도 있다.
도시샤의 학교 부지 내에는 국가 중요문화재가 많이 들어서 있고 인근에는 교토 교엔 및 쇼코쿠지, 세이메이 신사가 소재하는 등 관광지도 있다.
- 학교 법인 도시샤
  - 도시샤 대학 이마데가와 캠퍼스
    - 무로마치 교지 (한매관)
    - 신마치 교지

  - 도시샤 여자대학 이마데가와 캠퍼스
  - 도시샤 여자 중・고등학교
  - 도시샤 유치원
- 교토 시 가미교 구 종합 청사
- 교토 시 가미교 구청
- 교토 교엔 (교토 어쇼)
- 세이메이 신사 (도보 10분)
- 시라미네 신궁
- 쇼코쿠지
  - 승천각 미술관
- 다이쇼지
- 금강 능악당
- 니시진 직물 회관
- 가톨릭 니시진 성 요셉 교회
- 의료 법인 니시진 건강회 호리카와 병원
- 오사카 국세국 가미교 세무서
- 교토 야마 고등학교 교토 사무소

## 가라스마이마데가와 교차점
역의 바로 위에 가라스마이마데가와 교차점이 존재한다. 이마데가와도리와 가라스마도리(국도 제367호선)가 교차되고 있다. 또한, "가라스마이마데가와"의 명칭은 사거리 인근 지역을 가리키는 명칭으로도 사용된다.

## 역사
- 1981년 5월 29일: 영업 개시.
- 2007년 4월 1일: PiTaPa 공용 개시.
- 2010년 4월[1]: 역명판 아래에 인근 시설 명칭(도시샤마에)이 광고로 부기됨.
- 2012년 11월 9일: 도시샤 대학 양심관 연결 통로 사용 개시.

## 사진

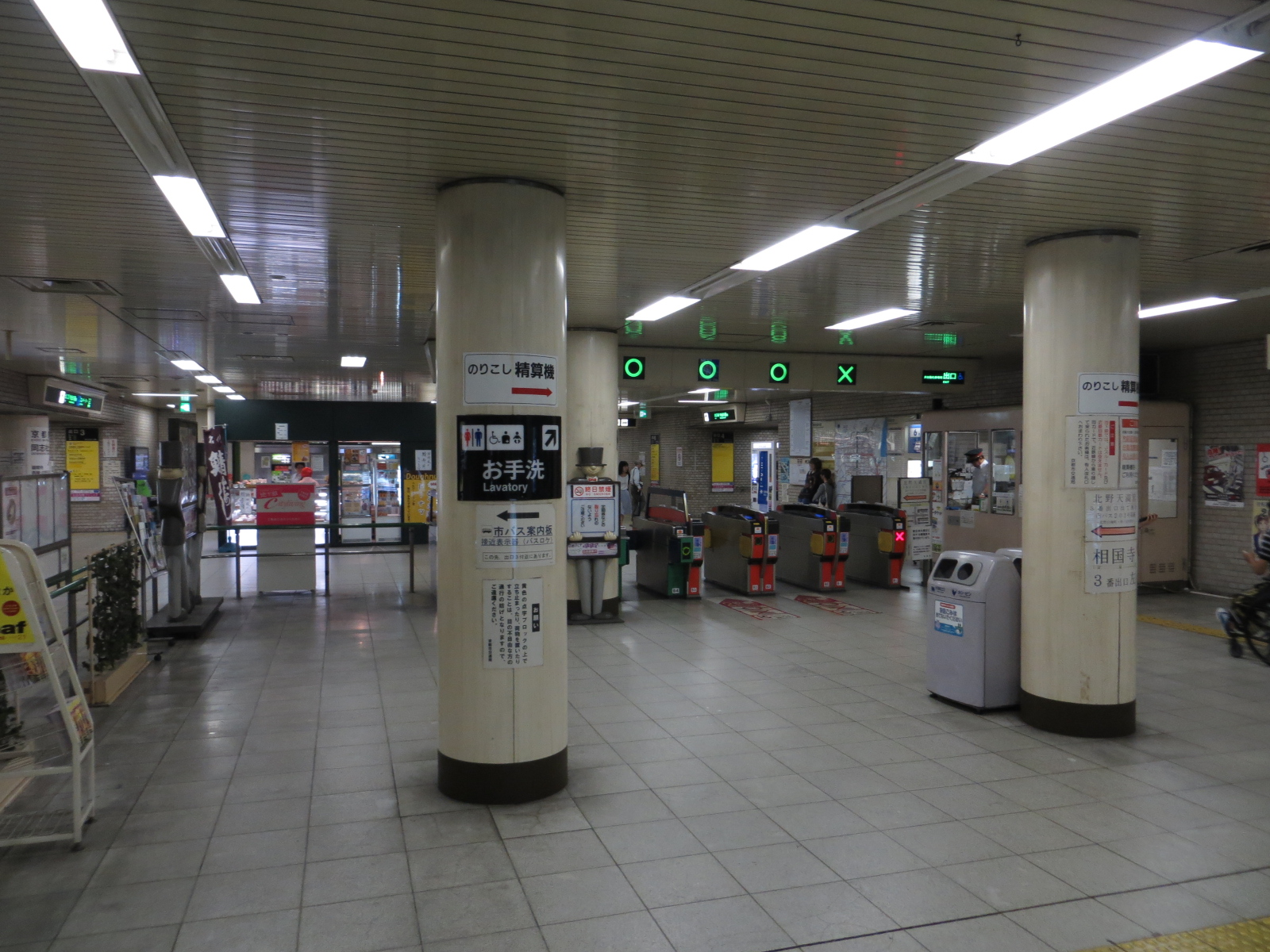
개찰구
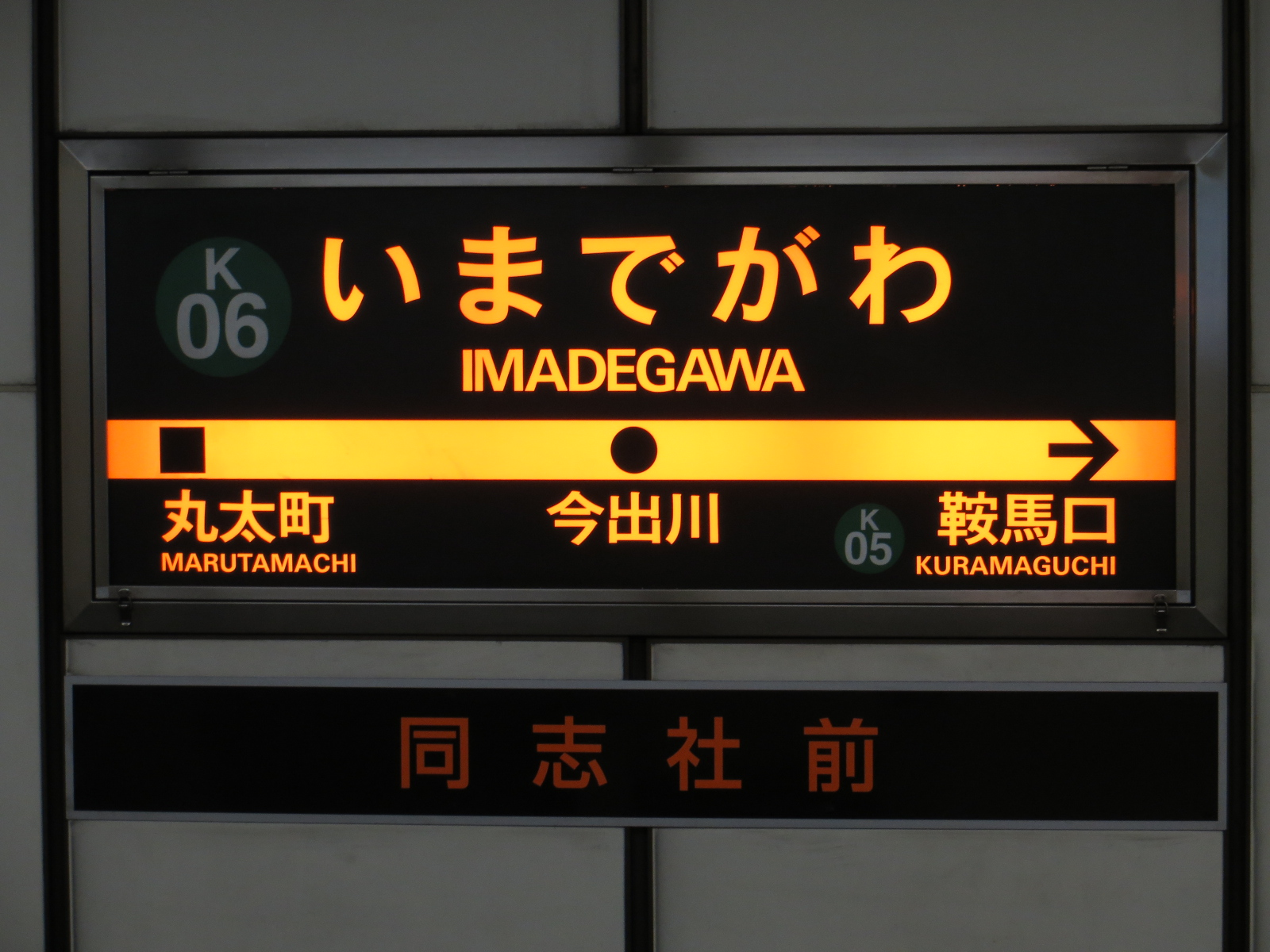
역명판

## 인접역
| 교토 시 교통국 ■ 가라스마 선       | 교토 시 교통국 ■ 가라스마 선 | 교토 시 교통국 ■ 가라스마 선 |
| ---------------------------------- | ---------------------------- | ---------------------------- |
| K05 구라마구치 고쿠사이카이칸 방면 |                              | K07 마루타마치 다케다 방면   |